# اسپانیا در المپیک تابستانی ۱۹۲۰
اسپانیا در بازی‌های المپیک تابستانی ۱۹۲۰ که در شهر آنتورپ برگزار شد، کاروان اسپانیا با ۳۲ ورزشکار در این رقابت‌ها شرکت کرد و موفق به کسب ۲ مدال (۰ طلا، ۲ نقره، ۰ برنز) شد. در جدول رتبه‌بندی توزیع مدال‌ها، اسپانیا در ردهٔ ۱۷ مسابقات قرار گرفت.